# Lecanto, Florida
Lecanto är en ort (CDP) i Citrus County, i delstaten Florida, USA. Enligt United States Census Bureau har orten en folkmängd på 5 882 invånare (2010) och en landarea på 69,8 km².